# کارنی (میزوری)
کارنی (به انگلیسی: Kearney) یک شهر در ایالات متحده آمریکا است که در شهرستان کلی، میزوری واقع شده‌است. کارنی ۳۳٫۴۶ کیلومتر مربع مساحت و ۸٬۳۸۱ نفر جمعیت دارد و ۲۶۱ متر بالاتر از سطح دریا قرار دارد.